# Anjar (Indien)

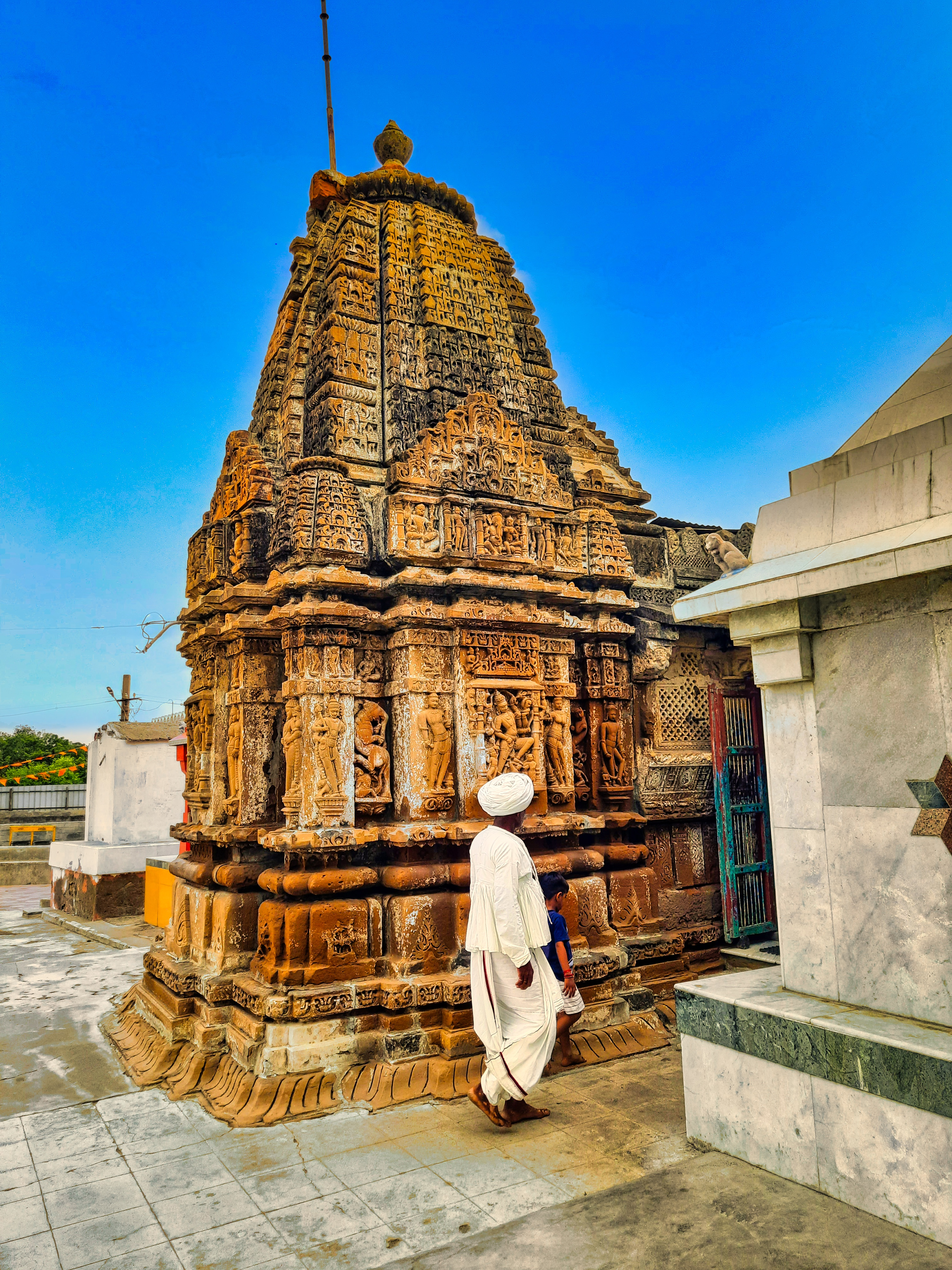
Anjar –Bhandeshwar Mahadev Temple

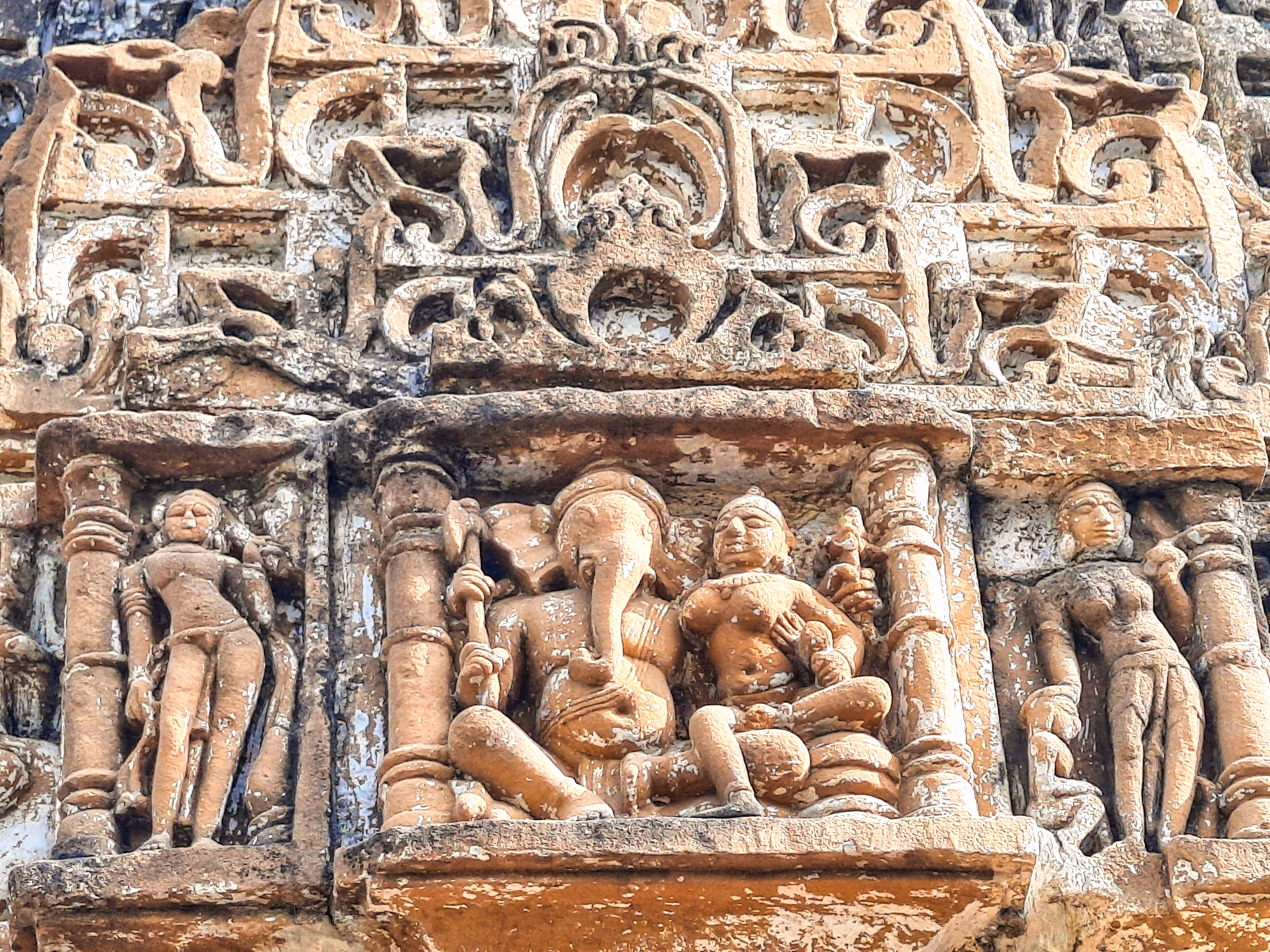
Figurenrelief mit Ganesha und Frau

Anjar (Gujarati અંજાર) ist eine Großstadt mit ca. 125.000 Einwohnern im Westen des indischen Bundesstaats Gujarat: gleichzeitig ist sie Hauptort einer größeren Verwaltungseinheit (taluk). Anjar hat den Status einer Municipality und ist in 12 Wards gegliedert.

## Lage und Klima
Die ca. 72 m hoch gelegene Anjar liegt etwa 300 km (Fahrtstrecke) westlich von Ahmedabad bzw. ca. 20 km nördlich des Golfs von Kachchh. Das Klima ist warm bis heiß; Regen (ca. 400 mm/Jahr) fällt überwiegend in der sommerlichen Monsunzeit.

## Bevölkerung
| Jahr      | 1991   | 2001   | 2011   |
| Einwohner | 51.209 | 68.343 | 87.183 |

Anjar hat ein Geschlechterverhältnis von 930 Frauen pro 1000 Männer und damit einen für Indien üblichen Männerüberschuss. Im Jahr 2011 lag die Alphabetisierungsrate bei 80,5 %. Knapp 77 % der Bevölkerung sind Hindus, ca. 21 % sind Muslime und knapp 2 % gehören einer anderen (z. B. Jainismus) oder keiner Religion an. 13,5 % der Bevölkerung sind Kinder unter 6 Jahren.

## Wirtschaft
Anjar ist bekannt für seine traditionelle Kleidung, Kunsthandwerk und Metallhandwerk. In Anjar und den umliegenden Dörfern hergestellte Schwerter und Messer werden auch außerhalb Indiens exportiert.

## Geschichte
Anjar wurde angeblich um 650 n. Chr. gegründet und wäre somit die älteste Stadt mit ununterbrochener Geschichte im ansonsten eher spärlich besiedelten Rann von Kachchh. Ein Hindutempel aus dem 10. Jahrhundert beweist die Kontinuität der Stadt. Im Jahr 1545 wurde sie vom Rajputenherrscher Khengarji I. zur Hauptstadt seines Reiches erwählt. Im frühen 19. Jahrhundert wurde die Stadt von Deshalji II. befestigt, doch half dies nichts gegen die britische Eroberung im Jahr 1815 und gegen das verheerende Erdbeben des Jahres 1819.
Die Stadt wurde beim Erdbeben in Gujarat 2001 erneut verwüstet, doch sind die meisten Schäden inzwischen behoben.

## Sehenswürdigkeiten
- Der Bhandeshwar Mahadev Temple Complex umfasst ältere und neuere Tempel. Der bedeutendste Tempel entstand wahrscheinlich im 10. Jahrhundert und etwa zur selben Zeit wie die Kiradu-Tempel in Rajasthan. Er ruht auf einer beinahe mannshohen und gegliederten Sockelzone, über welcher sich der mit Figurenreliefs und anderen Dekorelementen geschmückte Außenbau erhebt, der in einem shikhara-Turm mit geripptem amalaka-Ringstein und aufsitzender kalasha-Vase gipfelt.
- Interessant ist eine aus mehreren exakt behauenen Steinen zusammengesetzte Säule mit aufruhendem Kapitell, die wohl dem 16. Jahrhundert zuzurechnen ist.